# 정혜사 (순천시)
정혜사(定慧寺)는 전라남도 순천시 서면 청소리에 있는 대한불교조계종 소속 사찰이다.

## 소장 문화재
- 순천 정혜사 대웅전 - 대한민국의 보물